# Casemiro
Carlos Henrique Casimiro (sinh ngày 23 tháng 2 năm 1992), thường được biết đến với tên gọi Casemiro, là một cầu thủ bóng đá chuyên nghiệp người Brazil hiện đang thi đấu ở vị trí tiền vệ phòng ngự cho câu lạc bộ Premier League Manchester United và đội tuyển bóng đá quốc gia Brazil. Nổi tiếng nhờ lối chơi giàu thể lực, khả năng phòng ngự xuất sắc, khả năng tắc bóng và kiểm soát bóng tốt, anh được đánh giá là một trong những tiền vệ xuất sắc nhất thế giới trong thế hệ của mình.
Bắt đầu sự nghiệp ở São Paulo, nơi đây anh đã ghi 11 bàn thắng trong 112 trận đấu chính thức, anh chuyển đến Real Madrid vào năm 2013, và cũng có một mùa giải cho mượn tại Porto.
Về sự nghiệp quốc tế thì Casemiro góp mặt trong đội hình của Brasil tại bốn kỳ Copa America (vào các năm 2015, 2016, 2019, 2021) và hai kỳ FIFA World Cup (vào các năm 2018 và 2022).

## Sự nghiệp câu lạc bộ

### São Paulo

#### 2003–2010: Sự nghiệp thanh niên
Sinh ra ở São José dos Campos, São Paulo, Casemiro là sản phẩm của hệ thống đào tạo trẻ São Paulo. Năm 11 tuổi, anh làm đội trưởng của đội bóng này; anh được biết đến với cái tên "Carlão" - một hình thức của cái tên đầu tiên trong tiếng Bồ Đào Nha và được tham dự FIFA U-17 World Cup 2009.

#### 2010–2013: Thành công bền vững
Casemiro ra mắt cho Sao Paulo tại Série A vào ngày 25 tháng 7 năm 2010, trong trận thua trên sân khách trước Santos. Anh ghi bàn thắng đầu tiên với tư cách chuyên nghiệp vào ngày 15 tháng 8, giúp đội bóng có trận hòa 2–2 trước Cruzeiro Esporte Clube.
Ngày 7 tháng 4 năm 2012, Casemiro ghi bàn thắng đầu tiên trong chiến thắng 2–0 trước Mogi Mirim Esporte Clube ở Campeonato Paulista sau khi vào sân thay cho Fabrício, người đã bị dính chấn thương, nhưng sau đó bị đuổi khỏi sân. São Paulo đã giành chức vô địch Copa Sudamericana, với cầu thủ này có một lần vào sân thay người trong chiến thắng 5–0 trên sân nhà trước Club Universidad de Chile ở trận tứ kết lượt về vào ngày 7 tháng 11.

### 2013: Cho mượn tại Real Madrid
– Casemiro giải thích lý do tại sao cầu thủ này rất vui khi được chọn vào Real Madrid Castilla.
Ngày 31 tháng 1 năm 2013, Casemiro được câu lạc bộ Tây Ban Nha Real Madrid cho mượn và giao cho đội dự bị ở Segunda División. Anh có trận ra mắt ở giải đấu vào ngày 16 tháng 2, đá chính trong trận thua 1–3 trước CE Sabadell FC. Ngày 20 tháng 4, Casemiro ra mắt tại La Liga, chơi trọn vẹn 90 phút trong chiến thắng 3–1 trên sân nhà trước Real Betis. Anh đã ghi bàn thắng đầu tiên ở châu Âu vào ngày 2 tháng 6, trong chiến thắng 4–0 của đội dự bị trước AD Alcorcón tại Sân vận động Alfredo Di Stéfano.

### Real Madrid

#### 2013–2014: Thành công đầu tiên
Ngày 10 tháng 6, vụ chuyển nhượng của Casemiro được thực hiện vĩnh viễn trong bốn năm.

#### 2014–2015: Cho mượn tại Porto
Ngày 19 tháng 7 năm 2014, Casemiro được đội bóng Porto ở Bồ Đào Nha cho mượn kéo dài một mùa giải .  Anh đã thi đấu tổng cộng 41 trận cho Porto, ghi được 4 bàn thắng, bao gồm một quả đá phạt trực tiếp vào ngày 10 tháng 3 năm 2015, trong chiến thắng 4–0 trên sân nhà trước Basel ở vòng 16 đội UEFA Champions League.

#### 2015–2016: Trở thành lựa chọn hàng đầu

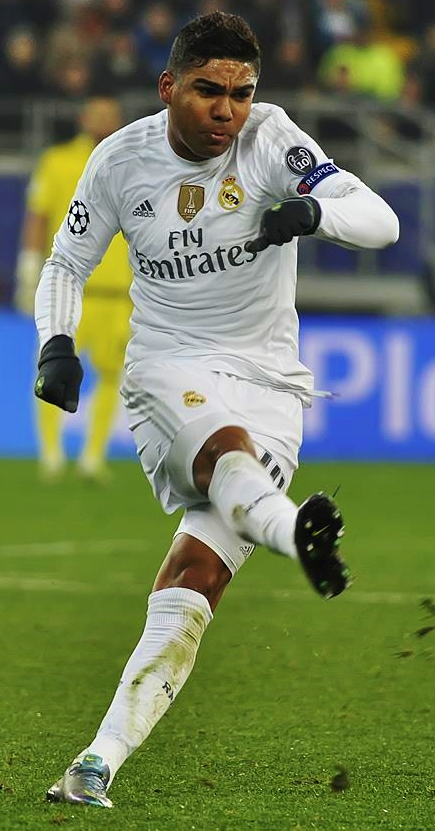
Casemiro thi đấu cho Real Madrid năm 2015

Ngày 5 tháng 6 năm 2015, Casemiro trở lại Real Madrid với điều khoản mua lại và bản hợp đồng của anh được gia hạn thêm 6 năm vào ngày 31 tháng 8. Anh đã có bàn thắng đầu tiên cho Real Madrid vào ngày 13 tháng 3 năm 2016, đánh đầu ghi bàn từ quả đá phạt góc của Jesé ở phút thứ 89 trong chiến thắng 2–1 trước UD Las Palmas. Sau khi chủ yếu là cầu thủ dự bị dưới thời HLV Rafael Benítez, Casemiro trở thành lựa chọn số một dưới thời HLV Zinedine Zidane và đóng góp 11 lần ra sân ở Champions League 2015–16. Trong trận chung kết gặp Atlético Madrid, anh đã thi đấu trọn vẹn 120 phút khi Real Madrid giành danh hiệu lần thứ 11 ở loạt sút luân lưu sau khi hòa 1–1.

#### 2016–2021: Thành công rực rỡ
– Casemiro bình luận về cảm xúc của mình khi khoác áo Real Madrid.
Ở La Liga 2016–17, Casemiro đã có 4 bàn thắng sau 25 trận, giúp Real Madrid giành chức vô địch lần đầu sau 5 năm. Sau đó, anh đã ghi một bàn thắng từ khoảng cách xa ở trận chung kết Champions League, giúp đội bóng anh giành chiến thắng 4–1 trước Juventus. Anh lại ghi bàn vào ngày 8 tháng 8, đưa đội bóng vượt lên dẫn trước trong chiến thắng 2–1 trước Manchester United ở Siêu cúp châu Âu 2017.
Tại UEFA Champions League 2017–18, Casemiro đã có 12 lần ra sân và ghi một bàn thắng, khi Real Madrid giành chức vô địch lần thứ ba liên tiếp và thứ 13 giải đấu này.
Anh thường xuyên đá chính trong mùa giải khi Real Madrid vô địch La Liga 2019–20.
Tháng 8 năm 2021, Casemiro gia hạn hợp đồng đến tháng 6 năm 2025. Một năm sau, Casemiro được nhận giải thưởng Cầu thủ xuất sắc nhất trận khi Real Madrid đánh bại Eintracht Frankfurt 2–0 tại Siêu cúp 2022.

### Manchester United

#### 2022–23
Ngày 19 tháng 8 năm 2022, Real Madrid và Manchester United thông báo rằng họ đã đạt được thỏa thuận chuyển nhượng của Casemiro. Ba ngày sau, anh ký hợp đồng 4 năm với Manchester United, với tùy chọn gia hạn thêm một năm. Thỏa thuận này với mức phí 60 triệu bảng cộng thêm 10 triệu bảng tiện ích bổ sung.
Ngày 27 tháng 8, Casemiro có trận ra mắt câu lạc bộ khi vào sân thay người trong trận thắng trên sân khách ở Premier League trước Southampton. Ngày 22 tháng 10, anh ghi bàn thắng đầu tiên tại Premier League từ một pha đánh đầu ở phút thứ 94, giúp Manchester United gỡ hòa 1–1 trước Chelsea. Ngày 28 tháng 1 năm 2023, anh lập một cú đúp cho Manchester United trong chiến thắng 3–1 trước Reading ở Cúp FA.
Ngày 4 tháng 2, Casemiro nhận thẻ đỏ và đuổi khỏi sân vì hành vi bạo lực khi bóp cổ  Will Hughes trong khi pha tranh chấp mà Antony và Jeffrey Schlupp đã phải nhận thẻ vàng khi Manchester United giành chiến thắng 2–1 trước Crystal Palace. Điều đó khiến anh bi cấm thi đấu ba trận trong giải đấu. Ngày 26 tháng 2, anh cùng đồng đội giành chức vô địch EFL Cup, chiếc cúp đầu tiên của anh tại Manchester United, ghi bàn mở tỷ số vào lưới Newcastle United ở phút thứ 33. Màn trình diễn của anh trong trận đấu này cũng đã mang về cho mình với Giải Alan Hardaker. Trong trận hòa 0–0 trước Southampton vào ngày 12 tháng 3, Casemiro nhận thẻ đỏ vì pha bóng vào Carlos Alcaraz, nơi mà trọng tài Anthony Taylor đã lật ngược quyết định rút thẻ vàng ban đầu thành một thẻ đỏ trực tiếp sau khi kiểm trả VAR, điều đó khiến anh nhận án treo giò 4 trận. Đồng thời, anh cũng là trở thành cầu thủ duy nhất nhận 2 thẻ đỏ tại Premier League 2022–23 và là cầu thủ duy nhất Manchester United nhận thẻ đỏ ở mùa giải đó.

#### 2023–24
Sau mùa giải 2022–23 thành công rực rỡ. Tuy nhiên, Casemiro sa sút không phanh khi đã trải qua 4 trận đầu tồi tệ ở Premier League. Trong trận gặp Brighton ở vòng 6 Premier League, anh thực hiện pha chuyền bóng rất kém một cách bất thường và nhiều lần bị mất bóng, cùng với sự chậm chạp về mặt tốc độ và thể lực. Điều đó dẫn đến Manchester United để thua 1–3, và từ đó anh bị hàng loạt truyền thống đánh giá tệ nhất chưa từng có.
Ngày 20 tháng 9 năm 2023, anh lập cú đúp ở trận gặp Bayern Munich ở trên sân khách trong lần ra sân thứ 100 ở mọi đấu trường châu Âu, nhưng không thể giúp Manchester United gỡ hoà và để thất bại chung cuộc 3–4.
Ngày 3 tháng 10, Casemiro lần thứ 3 nhận thẻ đỏ trong tình huống phạm lỗi trực tiếp với cầu thủ đối phương khi cầm bóng từ đường chuyền lỗi của thủ thành André Onana trong trận gặp Galatasary ở Champion League. Bốn ngày sau, anh mắc lỗi trực tiếp khi để mất bóng trong đường chuyền dẫn đến mở tỷ số cho phía Brentford, nhưng kết quả Manchester United cũng giành chiến thắng chung cuộc 2–1 bởi Scott McTominay ghi lập cú đúp chỉ trong mấy phút cuối.
Trong trận thua đậm của Manchester United trước Newcastle ở cúp EFL, Casemiro dính chấn thương nặng ở gần kheo khiến anh phải nghỉ thi đấu dài hạn trong sự nghiệp đến hết năm 2023.
Bước sang năm 2024, Casemiro trở lại đội hình Manchester United dự trận gặp Tottenham vào ngày 14 tháng 1, nhưng không được tung vào sân suốt 90 phút. Ngay sau đó, anh đá chính trong trận gặp Newport County vào ngày 28 tháng 1, khi cùng Man United thắng 4–2.
Ngày 28 tháng 2, trong trận gặp Nottingham Forest ở vòng 16 đội cúp FA, anh ghi bàn muộn khi thực hiện pha đánh đầu vào lưới để giúp Manchester United ẩn định chiến thắng 1–0 và đưa đội bóng vào vòng tứ kết giải đấu.
Tuy nhiên, Casemiro liên tiếp màn trình diễn rất tệ hại trong suốt mấy trận đấu mà không hề lấy phong độ cùng với sự chậm chạm về mọi thể hiện của mình. Điều đó khiến cổ động viên Manchester United đòi anh rời khỏi đó, đặc biệt là trong trận gặp Chelsea ở trên sân Stamford Bridge vào ngày 4 tháng 4, Casemiro mắc lỗi ở vị trí và không kèm theo Conor Gallagher để người đó sút vào lưới mở tỷ số cho Chelsea khi Manchester United thua 3–4. Tiếp đó trận gặp Bournemouth vào ngày 13 tháng 4, anh tiếp tục có một màn trình diễn rất tệ hại dẫn đến bàn thắng nghiêng về Bournemouth 1–2 trong trận hòa chung cuộc 2–2 trên sân Vitality.
Đêm ngày 6 tháng 5, Casemiro được bổ trí ở hậu vệ do hàng loạt trung vệ chấn thương và thi đấu cực kỳ tệ hại dẫn đến Manchester United mấy bàn thua, anh dâng quá cao và dễ dàng bị Michael Olise vượt qua rồi ghi bàn dẫn đến bàn thua thứ nhất của Manchester United ở phút thứ 12. Tiếp đó Jonny Evans cũng mắc lỗi phải nhận bàn thua thứ hai. Sang hiệp 2, Casemiro mắc lỗi gián tiếp khi không kèm theo một hậu vệ Tyrell Mitchell để người đó ghi bàn, sau đó Casemiro mắc lỗi trực tiếp dẫn đến mất bóng vào Crystal Palace để cho Michael Olise lập cú đúp ở phút thứ 66, điều đó khiến anh cùng đồng đội Manchester United chấp nhận thua đậm 0–4 trước Crystal Palace. Sau trận đó, hàng loạt truyền thống chấm điểm Casemiro là một trong những cầu thủ chơi tệ nhất, anh còn bị cổ động viên Man United kêu gọi rời đi hay giải nghệ, thầm chí còn bị đòi sang Saudi Pro League ở Ả Rập Xê Út hay Major League Soccer ở Mỹ. Ngay sau đó, anh cũng bị loại khỏi danh sách tuyển thủ Brasil tham dự Copa America 2024 do màn trình diễn tệ hại trong mấy trận gần đây, nhất là gặp Crystal Palace.

#### 2024–25
Trong kỳ chuyển nhượng mùa hè 2024, có tin đồn xoay quanh việc các câu lạc bộ Saudi Pro League muốn ký hợp đồng với Casemiro ở mức giá luôn đòi hỏi, trong đó Al Nassr. Tuy nhiên, thỏa thuận đó sụp đổ do đó anh vẫn ở lại Manchester United.
Trong 2 trận đầu Premier League, anh vẫn thể hiện phong độ tồi tệ hơn so với mùa giải năm ngoái, trong đó trận gặp Brighton khi để anh mắc lỗi dẫn đến bàn thua ở phút bù giờ cuối cùng khiến Manchester United nhận thất bại 1–2.
Chiều ngày 1 tháng 9 năm 2024, trong trận gặp Liverpool ở vòng 3 Premier League, Casemiro có một màn trình diễn cực kỳ tệ hại dẫn đến 2 bàn thua cách biệt. Khi hiệp 2 bắt đầu, anh được rút khỏi sân để nhường chỗ cho Toby Collyer khi Manchester United để thua thảm với tỷ số chung cuộc 0–3. Đây là một màn trình diễn bị xem là đánh giá tệ nhất trong cả trận đấu lẫn sự nghiệp của Casemiro, nó còn tệ hơn so với màn trình diễn của anh ở trong trận thua 0–4 trước Crystal Palace vào tháng 5 năm 2024. Anh còn bị cổ động viên Man United đòi ban lãnh đạo chấm dứt hợp đồng để tiễn mình ra khỏi Manchester United dù chuyển nhượng hè 2024 vừa mới kết thúc sau ngày 31 tháng 8.

## Sự nghiệp quốc tế

### Đội tuyển trẻ
Ở U17 Brazil, Casemiro đã có bảy lần ra sân với một bàn thắng duy nhất. Anh đã từng thi đấu cho U-20 Brazil tại Giải vô địch trẻ Nam Mỹ 2011 và FIFA U-20 World Cup 2011, ghi ba bàn sau tổng cộng 15 lần ra sân cho U20 Brazil.

### Đội tuyển quốc gia

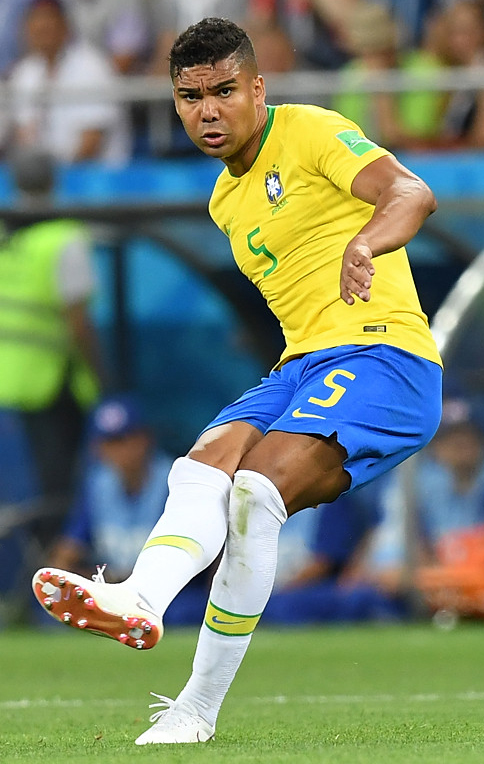
Casemiro thi đấu cho Brazil năm 2018

Casemiro có trận ra mắt đội tuyển quốc gia Brazil vào ngày 14 tháng 9 năm 2011, trong trận hòa 0–0 trước Argentina, ở tuổi 19. Anh được huấn luyện viên Dunga triệu tập lên tuyển Brazil dự Copa América 2015, nhưng chưa được ra sân trận nào ở giải đấu đó.
Ngày 5 tháng 5 năm 2016, anh có tên trong danh sách 23 cầu thủ Brazil tham dự Copa América Centenario được tổ chức tại Hoa Kỳ.
Tháng 5 năm 2018, Casemiro được huấn luyện viên Tite lựa chọn cho FIFA World Cup 2018. Anh ra mắt giải đấu vào ngày 17 tháng 6, thi đấu 60 phút trong trận hòa 1–1 trước Thụy Sĩ ở vòng bảng.
Tháng 5 năm 2019, anh có tên trong đội hình 23 cầu thủ của Brazil tham dự Copa América 2019 trên sân nhà. Trong trận đấu cuối của vòng bảng tại Arena Corinthians, gặp Peru, anh ghi bàn thắng quốc tế đầu tiên ẩn định chiến thắng 5–0, nhưng cũng bị đuổi khỏi sân vì hai thẻ vàng và bị treo giò ở trận tiếp theo. Ngày 7 tháng 7, anh đá chính trong chiến thắng 3–1 của Brazil trước Peru ở trận chung kết Copa América 2019 trên Sân vận động Maracanã.
Casemiro có tên trong đội hình tham dự Copa América 2021 vào ngày 9 tháng 6 năm 2021. Trong trận thứ ba của Brazil vào ngày 23 tháng 6, anh ghi bàn thắng ấn định chiến thắng sau quả phạt góc của Neymar ở phút bù giờ, giúp Brazil đánh bại Colombia với tỷ số 2–1.  Ngày 10 tháng 7, anh đá chính trong trận thua 0–1 trước Argentina ở trận chung kết.
Ngày 7 tháng 11 năm 2022, Casemiro có tên trong đội hình tham dự FIFA World Cup 2022 tại Qatar. Ngày 28 tháng 11, anh ghi bàn thắng quyết định trong trận đấu thứ hai gặp Thụy Sĩ.  Brazil đã bị loại bởi Croatia ở trận tứ kết sau trận thua 2–4 trong loạt sút luân lưu sau khi cầm hòa 1–1 ở hiệp phụ vào ngày 9 tháng 12, dù Casemiro đã thực hiện quả đá phạt đền.

## Phong cách chơi
Casemiro chủ yếu chơi ở vị trí tiền vệ phòng ngự, mặc dù anh cũng được bố trí ở vị trí tiền đạo cắm ở trung tâm sân hoặc thậm chí còn là trung vệ đôi khi. Casemiro là một tiền vệ thông minh, thể chất mạnh mẽ, cơ động, năng nổ và nỗ lực tắc bóng với hiệu suất thi đấu cực kỳ cao. Trong khi anh chủ yếu được biết đến với khả năng mang lại sự cân bằng cho các đội bóng bằng cách hỗ trợ các đồng đội thiên về tấn công hơn trong phòng thủ và phân phối bóng cho họ một cách chính xác sau khi giành lại quyền sở hữu, anh cũng là một tiền vệ toàn diện, sở hữu cú sút uy lực từ bên ngoài vòng cấm, và khả năng phân phối đáng tin cậy, cũng như khả năng tiến lên phía trước khi anh đi bóng hoặc bắt đầu tấn công bằng đường chuyền. Những đặc điểm này cũng có đóng góp tấn công của anh hoặc thậm chí ghi bàn, bên cạnh việc phá vỡ các trận đấu. Hơn nữa, phản ứng nhanh nhạy, cũng như khả năng chọn vị trí tuyệt vời, khả năng đọc trận đấu và dự đoán tốt, giúp Casemiro thể hiện xuất sắc vai trò tiền vệ mỏ neo trước hàng phòng ngự, bằng cách phá vỡ các đợt phản công và che chắn cho hàng phòng ngự.

## Thống kê sự nghiệp
Tính đến ngày 17 tháng 9 năm 2024
| Câu lạc bộ          | Mùa giải            | Giải đấu | Giải đấu | Cúp Quốc gia | Cúp Quốc gia | Cúp Liên đoàn | Cúp Liên đoàn | Châu lục | Châu lục | Khác | Khác | Tổng cộng | Tổng cộng |
| Câu lạc bộ          | Mùa giải            | Trận     | Bàn      | Trận         | Bàn          | Trận          | Bàn           | Trận     | Bàn      | Trận | Bàn  | Trận      | Bàn       |
| ------------------- | ------------------- | -------- | -------- | ------------ | ------------ | ------------- | ------------- | -------- | -------- | ---- | ---- | --------- | --------- |
| São Paulo           | 2010                | 18       | 2        | 0            | 0            | —             | —             | 0        | 0        | 0    | 0    | 18        | 2         |
| São Paulo           | 2011                | 21       | 4        | 5            | 1            | —             | —             | 2        | 0        | 12   | 1    | 40        | 6         |
| São Paulo           | 2012                | 22       | 0        | 9            | 1            | —             | —             | 1        | 0        | 18   | 2    | 50        | 3         |
| São Paulo           | 2013                | 1        | 0        | 0            | 0            | —             | —             | 2        | 0        | 1    | 0    | 4         | 0         |
| São Paulo           | Tổng cộng           | 62       | 6        | 14           | 2            |               |               | 5        | 0        | 31   | 3    | 112       | 11        |
| Real Madrid B       | 2012–13             | 15       | 1        | 0            | 0            | —             | —             | 0        | 0        | 0    | 0    | 15        | 1         |
| Real Madrid         | 2012–13             | 1        | 0        | 0            | 0            | —             | —             | 0        | 0        | 0    | 0    | 1         | 0         |
| Real Madrid         | 2013–14             | 12       | 0        | 7            | 0            | —             | —             | 6        | 0        | 0    | 0    | 25        | 0         |
| Porto (mượn)        | 2014–15             | 28       | 3        | 1            | 0            | 2             | 0             | 10       | 1        | 0    | 0    | 41        | 4         |
| Real Madrid         | 2015–16             | 22       | 1        | 1            | 0            | —             | —             | 11       | 0        | —    | —    | 34        | 1         |
| Real Madrid         | 2016–17             | 25       | 4        | 5            | 0            | —             | —             | 9        | 2        | 3    | 0    | 42        | 6         |
| Real Madrid         | 2017–18             | 30       | 5        | 1            | 0            | —             | —             | 12       | 1        | 5    | 1    | 48        | 7         |
| Real Madrid         | 2018–19             | 29       | 3        | 5            | 0            | —             | —             | 6        | 2        | 2    | 0    | 43        | 4         |
| Real Madrid         | 2019–20             | 35       | 4        | 1            | 0            | —             | —             | 8        | 1        | 2    | 0    | 46        | 5         |
| Real Madrid         | 2020–21             | 34       | 6        | 1            | 0            | —             | —             | 10       | 1        | 1    | 0    | 46        | 7         |
| Real Madrid         | 2021–22             | 32       | 1        | 3            | 0            | —             | —             | 11       | 0        | 2    | 0    | 48        | 0         |
| Real Madrid         | 2022–23             | 1        | 0        | 0            | 0            | —             | —             | 0        | 0        | 1    | 0    | 2         | 0         |
| Real Madrid         | Tổng cộng           | 222      | 24       | 24           | 0            | —             | —             | 73       | 6        | 17   | 1    | 336       | 31        |
| Manchester United   | 2022–23             | 28       | 4        | 5            | 2            | 6             | 1             | 12       | 0        | —    | —    | 51        | 7         |
| Manchester United   | 2023–24             | 25       | 1        | 3            | 1            | 2             | 1             | 2        | 2        | —    | —    | 32        | 5         |
| Manchester United   | 2024–25             | 4        | 0        | 0            | 0            | 1             | 0             | 0        | 0        | 1    | 0    | 6         | 0         |
| Manchester United   | Tổng cộng           | 57       | 5        | 8            | 3            | 9             | 2             | 14       | 2        | 1    | 0    | 89        | 12        |
| Tổng cộng sự nghiệp | Tổng cộng sự nghiệp | 383      | 39       | 47           | 5            | 11            | 2             | 102      | 9        | 18   | 1    | 561       | 56        |

1. ↑  Copa do Brasil, Copa del Rey, Taça de Portugal, Cúp FA
2. ↑  Taça da Liga, Cúp EFL
3. 1 2 3 4 5 6 7 8 9 10  UEFA Champions League
4. 1 2  UEFA Europa League

### Đội tuyển quốc gia
Tính đến ngày 17 tháng 10 năm 2023
| Brasil    | Brasil | Brasil | Brasil |
| Năm       | Trận   | Bàn    |        |
| --------- | ------ | ------ | ------ |
| 2011      | 1      | 0      |        |
| 2012      | 4      | 0      |        |
| 2013      | 0      | 0      |        |
| 2014      | 2      | 0      |        |
| 2015      | 2      | 0      |        |
| 2016      | 4      | 0      |        |
| 2017      | 7      | 0      |        |
| 2018      | 12     | 0      |        |
| 2019      | 14     | 3      |        |
| 2020      | 2      | 0      |        |
| 2021      | 11     | 1      |        |
| 2022      | 10     | 2      |        |
| 2023      | 6      | 1      |        |
| Tổng cộng | 75     | 7      |        |

### Bàn thắng quốc tế
Bàn thắng và kết quả của Brasil được để trước
| #  | Ngày                 | Địa điểm                                                    | Đối thủ  | Bàn thắng | Kết quả | Giải đấu                      |
| -- | -------------------- | ----------------------------------------------------------- | -------- | --------- | ------- | ----------------------------- |
| 1. | 22 tháng 6 năm 2019  | Arena Corinthians, São Paulo, Brasil                        | Perú     | 1–0       | 5–0     | Copa América 2019             |
| 2. | 6 tháng 9 năm 2019   | Sân vận động Hard Rock, Miami, Hoa Kỳ                       | Colombia | 1–0       | 2–2     | Giao hữu                      |
| 3. | 13 tháng 10 năm 2019 | Sân vận động Quốc gia, Kallang, Singapore                   | Nigeria  | 1–1       | 1–1     | Giao hữu                      |
| 4. | 23 tháng 6 năm 2021  | Sân vận động Olímpico Nilton Santos, Rio de Janeiro, Brasil | Colombia | 2–0       | 2–0     | Copa América 2021             |
| 5. | 27 tháng 1 năm 2022  | Sân vận động Rodrigo Paz Delgado, Quito, Ecuador            | Ecuador  | 1–0       | 1–1     | Vòng loại FIFA World Cup 2022 |
| 6. | 28 tháng 11 năm 2022 | Sân vận động 974, Doha, Qatar                               | Thụy Sĩ  | 1–0       | 1–0     | FIFA World Cup 2022           |
| 7. | 25 tháng 3 năm 2023  | Sân vận động Ibn Batouta, Tangier, Maroc                    | Maroc    | 1–1       | 1–2     | Giao hữu                      |

## Danh hiệu

### Câu lạc bộ

#### São Paulo
- Copa Sudamericana: 2012

#### Real Madrid
- La Liga: 2016–17, 2019–20, 2021–22
- Copa del Rey: 2013–14
- Supercopa de España: 2017, 2019–20, 2021–22
- UEFA Champions League: 2013–14; 2015–16, 2016–17, 2017–18, 2021–22
- UEFA Super Cup: 2016, 2017, 2022
- FIFA Club World Cup: 2014, 2016, 2017, 2018

#### Manchester United
- FA Cup: 2023–24
- EFL Cup: 2022–23

### Quốc tế

#### U-20 Brasil
- FIFA U-20 World Cup: 2011

Brasil
- Copa América: 2019